# Pierre Cox
Pierre Cox est un astronome français.

## Biographie
Né en 1957 à Paris d'un père compositeur néerlandais et d'une mère pianiste belge, il mène une enfance à vocation musicale dont il se rebelle à 17 ans pour étudier la physique à l'Université Paris-Sud.
Il est connu pour ses recherches dans le domaine des observations millimétriques et infrarouges des régions de formation d'étoiles, des étoiles évoluées et des galaxies à décalage vers le rouge élevé. Il a publié plus de 250 articles évalués par les pairs et a plus de 22 000 citations au total.
Cox est actuellement directeur de recherche (DR1) au CNRS, travaillant à l'Institut d'astrophysique de Paris. De 2013 à 2018, Cox était le directeur d'ALMA, un poste exigeant la coordination des efforts de nombreux pays que Cox assimilait à « être le secrétaire général des Nations unies ». Il était auparavant directeur de l'Institut de radioastronomie millimétrique de 2006 à 2013. Avant l'IRAM, il avait été astronome à l'Institut Max-Planck de radioastronomie, à l'Observatoire de Marseille, puis à l'Institut d'astrophysique spatiale, un observatoire du CNRS à l'Université Paris-Sud à Orsay.
Les passe-temps de Pierre Cox comprennent notamment le dessin et le piano. Il parle couramment cinq langues[Lesquelles ?].